# Nguyễn Đình Hoàn (danh sĩ)
Nguyễn Đình Hoàn (1661-1744), hiệu Chu Phù là thủ khoa nho học Việt Nam, một nhà thơ, và là danh thần của nhà Lê trung hưng.

## Tiểu sử

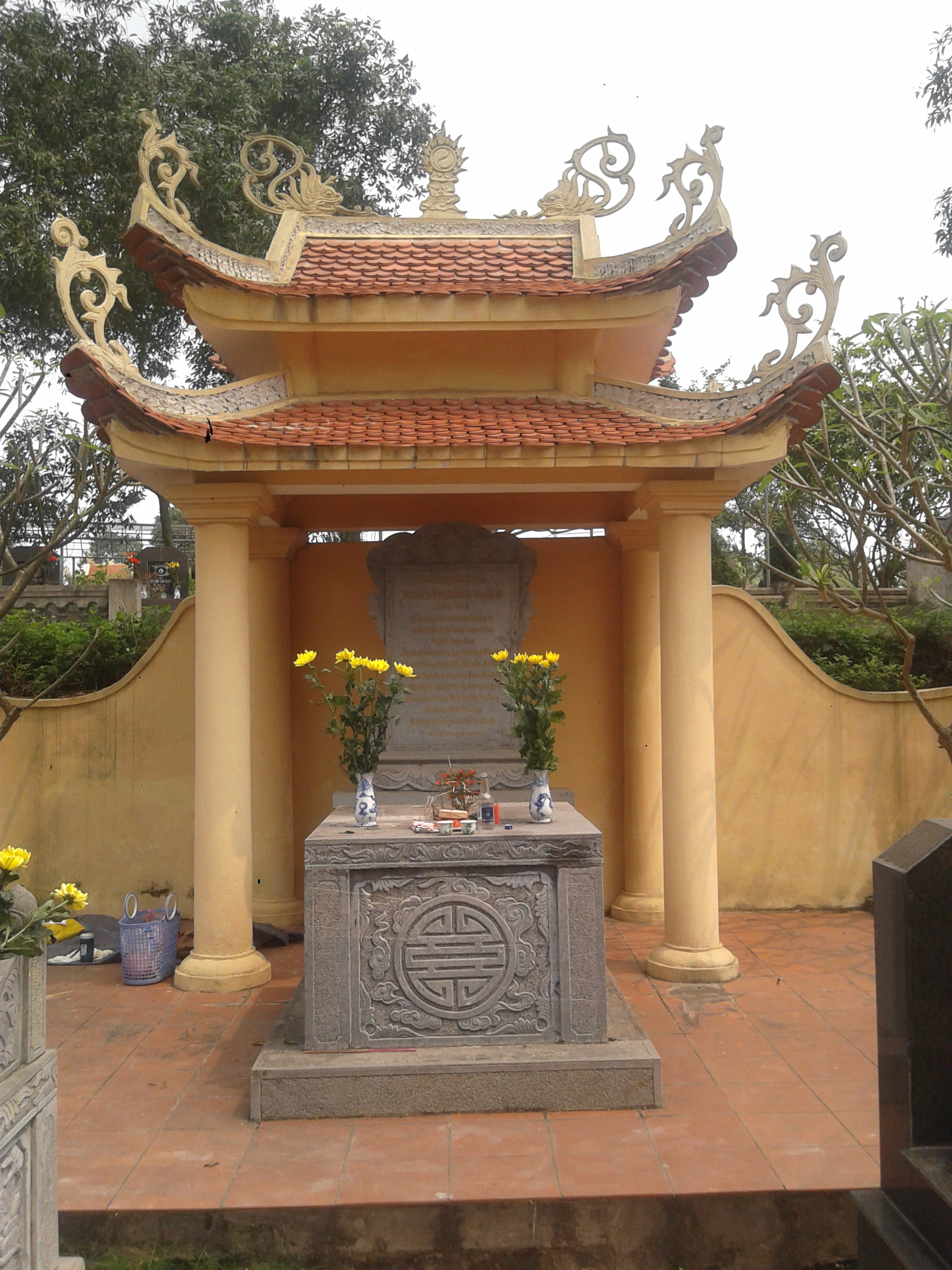
Mộ và Nhà bia Đình nguyên Hoàng giáp Nguyễn Đình Hoàn

Nguyễn Đình Hoàn sinh năm 1661 tại phường Bái Ân, huyện Quảng Đức, phủ Phụng Thiên, thành Thăng Long; nay thuộc phường Nghĩa Đô, quận Cầu Giấy, Hà Nội. Cha của ông là Tri phủ Nguyễn Liêm Tĩnh; mẹ là Hoàng phu nhân hiệu Từ Ý, người phường Võng Thị, nay thuộc phường Bưởi, quận Tây Hồ, Hà Nội. Ông là hậu duệ đời thứ 10 của Cụ thủy tổ Nguyễn Cộng Ngay, quê ở xã Yên Sở, phủ Thiệu Thiên, xứ Thanh Hoa vì loạn mà di cư đến ở xứ Ao Cá, phường Bái Ân, huyện Quảng Đức, phủ Phụng Thiên thuộc Bắc Thành .
Năm 15 tuổi (1675) ông dự thi Hương ở Phủ Phụng Thiên và đỗ Hương cống. Sau đó, Nguyễn Đình Hoàn được vào học ở Văn Miếu - Quốc Tử Giám. Năm 27 tuổi ông đỗ Đệ nhị giáp tiến sĩ xuất thân (Hoàng giáp) khoa Mậu Thìn (1688) đời vua Lê Hy Tông, niên hiệu Chính Hòa thứ 9. Khoa thi đó, ông là người đỗ cao nhất nên được đứng vào hàng ngũ thủ khoa nho học Việt Nam. Tên ông được khắc trên Bia Tiến sĩ, dựng tại Văn Miếu - Quốc Tử Giám Hà Nội năm Vĩnh Thịnh thứ 13 (ngày mồng 2 tháng 3 năm 1717).
Lần lượt, ông được giao giữ nhiều chức vụ khác nhau, như: Hộ Khoa Đô Cấp sự trung (chánh Thất phẩm) , Đốc thị xứ Nghệ An, Đại lý tự Khanh (chánh Ngũ phẩm) , Binh bộ Hữu thị lang (tòng Tam phẩm), Bồi tụng trong phủ Chúa Trịnh.
Năm 1724, Nguyễn Đình Hoàn là giám thí kỳ thi Hội. Năm 1725, ông cùng Đốc trấn Lạng Sơn là Đinh Phụ Ích hợp tác với quan nhà Thanh điều tra khám xét địa giới châu Lộc Bình và Tư Lăng.
Nguyễn Đình Hoàn mất ngày mồng 7 tháng 12 năm Quý Hợi (21 tháng 1 năm 1744), được Triều đình Lê-Trịnh truy tặng chức Binh bộ Tả thị lang, tước Ân Quận công (Huân cấp ngang với Chánh Nhất phẩm; Quan hàm là "Đặc tiến Kim tử Vinh lộc Đại phu"), được ban tên thuỵ là Nhã Đạt Tiên sinh.
Hiện nay phần mộ của ông ở Nghĩa trang Vĩnh Hằng, huyện Ba Vì, Hà Nội.

## Ghi nhận công lao

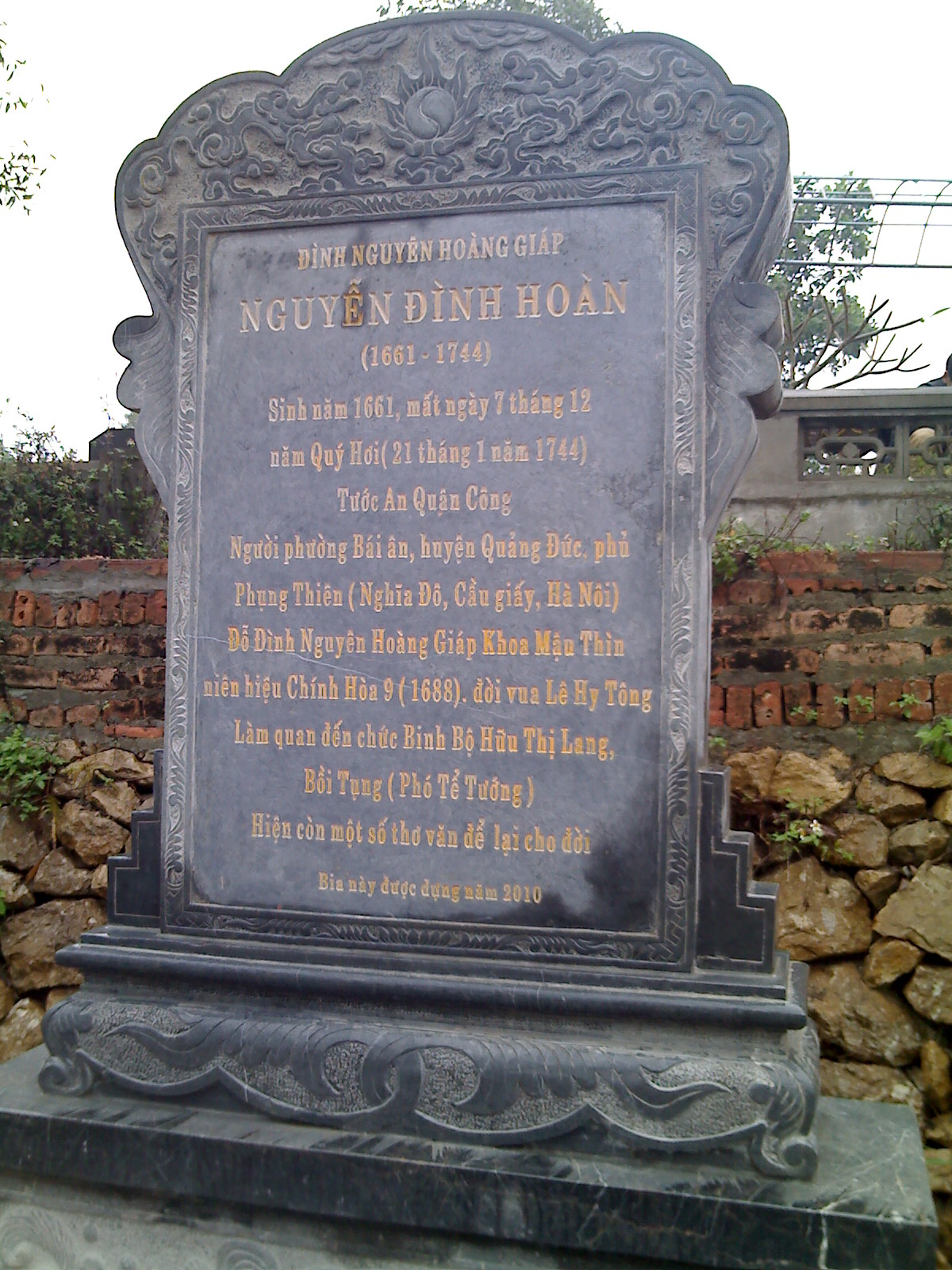
Bia mộ Đình nguyên Hoàng giáp Nguyễn Đình Hoàn (ảnh chụp ngay trước khi dựng Nhà bia (Đền)

Nguyễn Đình Hoàn đã hai lần được triều đình tín nhiệm, giao trọng trách ở hai vùng biên cương của đất nước Đại Việt (Việt Nam ngày nay) vào đầu thế kỷ 18.
Lần thứ nhất là vào năm Canh Dần (1710), Hữu thị lang bộ Binh Nguyễn Đình Hoàn được chúa Trịnh Cương sai làm Đốc thị xứ Nghệ An. Hơn 10 năm trấn giữ nơi đây, ông đã làm được cái việc mà các bạn đồng liêu đã gửi gắm trong bài thơ mừng khi ông được cử vào nơi ấy: "Gánh việc cai trị, truyền bá chính sự, lo tính mưu đồ chấn hưng nước nhà... Trong việc chấn chỉnh vỗ về dân lành thì thi hành nhân nghĩa cho gốc nền được bồi đắp vững bền".
Lần thứ hai là vào năm Ất Tỵ (1725), Bồi tụng Nguyễn Đình Hoàn đã cùng Đốc trấn Lạng Sơn Đinh Phục Ích tiến hành việc khảo sát lại biên cương và thương thảo với những đồng chức ở phương Bắc khiến vùng đất này lại yên ổn. Ghi nhận công lao lần này, trong bản tổng kết cuộc hội thảo khoa học do Viện Sử học và Trung tâm Khoa học và giáo dục Văn Miếu-Quốc Tử Giám được tổ chức vào tháng 3 năm 2009, đã khẳng định: "Một trong những đóng góp vô cùng quan trọng của Nguyễn Đình Hoàn là bằng tài năng mẫn tiệp và năng lực chính trị sắc sảo, ông đã cùng triều thần bàn định tìm ra phương pháp đấu tranh ngoại giao mềm dẻo nhất nhưng cũng cương quyết để giành lại vùng đất Tụ Long (Tuyên Quang) và phân định rõ ràng vùng biên giới ở phía Bắc với Trung Quốc ở châu Lộc Bình (Lạng Sơn)".
Năm 2014, Ủy ban nhân dân thành phố Hà Nội đặt tên Nguyễn Đình Hoàn cho một phố dài 650 m chạy dọc theo bờ sông Tô Lịch trên địa phận phường Nghĩa Đô (quê hương ông).

## Tác phẩm

### Các tác phẩm thơ
Sách Toàn Việt thi lục do Lê Quý Đôn biên tập, hiện lưu trữ tại Thư viện Viện nghiên cứu Hán-Nôm, ký hiệu A,132, tập 4, quyển 26, tờ 79a đến tờ 80b có 8 bài thơ do ông làm trong thời gian giữ chức Binh bộ Hữu Thị lang, tước Ân Hải hầu, phụng mệnh làm Đốc thị Nghệ An).
Đó là tám bài thơ cận thể (thể loại thơ được sử dụng nhiều ở thời Đường). Ở đây trích ra bài đầu tiên trong tám bài.
| 次 韻 賀 工 部 尚 書 施 慶 伯 黄 公 寘 致 仕 錦 衣 耀 日 却 緇 埃 六 翮 翩 翩 逸 興 榷 踐 曆 一 循 温 国 地 玩 遊 重 覔 介 軒 臺 芳 芬 丹 桂 舒 瓊 萼 皞 潔 氷 桃 為 壽 杯 烱 烱 花 乎 朝 野 泰 春 山 淡 蕩 曉 眉 開 | Phiên âm Hán-Việt Bài 1: Thứ vận hạ Công bộ Thượng thư Thi Khánh bá Hoàng Công Chỉ trí sĩ Cẩm y diệu nhật khước tri ai, Lục cách phiên phiên dật hứng thôi Tiễn lịch nhất tuần ôn quốc địa Ngoạn du trùng mịch giới hiên đài. Phương phân đan quế thư quỳnh ngạc Hạo khiết băng đào vị thọ bôi Quýnh quýnh hoa hồ triều dã thái, Xuân sơn đạm đãng hiểu my khai. | Dịch nghĩa Bài 1: Họa vần mừng ông Hoàng Công Chỉ, Thượng thư bộ Công, tước Thi Khánh bá về nghỉ hưu Mặc áo gấm trong buổi thịnh trị rồi lui về khoác áo vải dân dã, [Như cánh chim tráng kiện bay vun vút], hứng nhàn dật dâng tràn Bước chân từng trải thẳng tới miền quê hương ấm áp, Cuộc dạo chơi cảnh đẹp lại thêm lần tìm tới đài Giới Hiên. Đan quế thơm lừng lan tỏa chén ngọc Đào tiên thanh khiết làm nên chén mừng thọ Hoa rộ rực rỡ chốn triều đình và đồng bãi, Núi non mùa xuân man mác hửng lên màu ban mai. |

## Ảnh

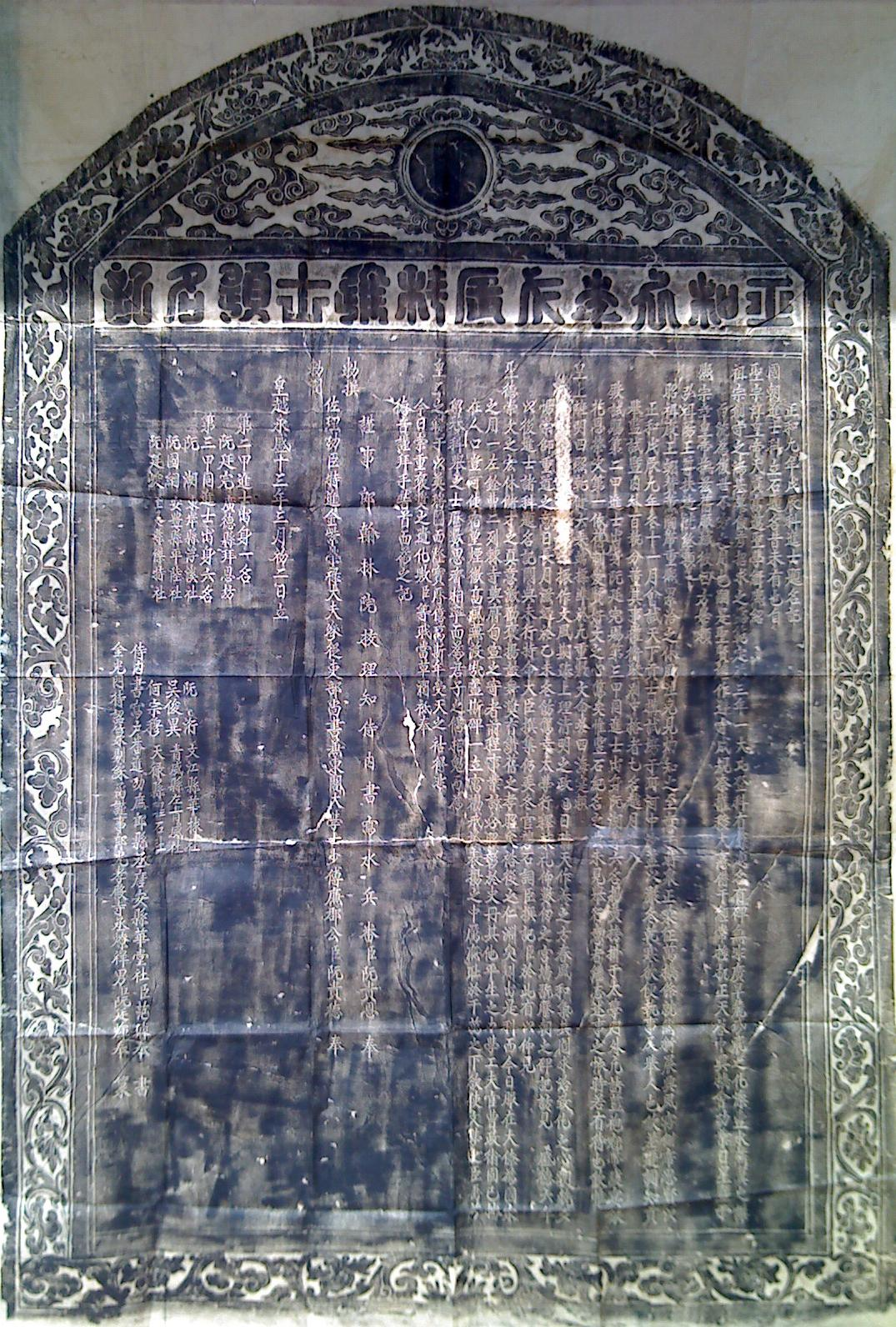
Bản dập Bia Tiến sĩ năm Chính Hòa thứ 9. Các Tiến sĩ được ghi danh ở góc trên bên trái.
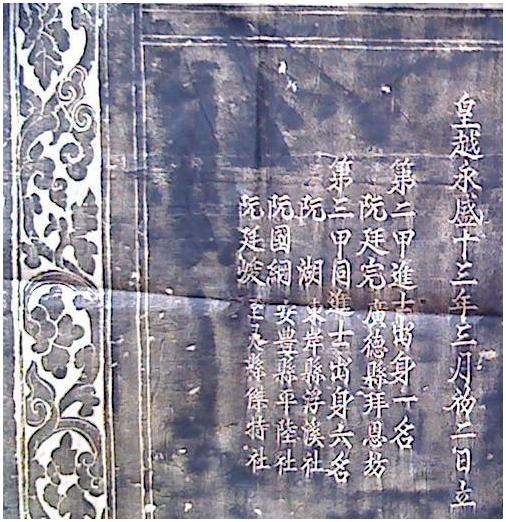
Cột 6: Đệ nhị giáp tiến sĩ xuất thân nhất danh; Cột 5: Nguyễn Đình Hoàn Quảng Đức huyện Bái ân phường.
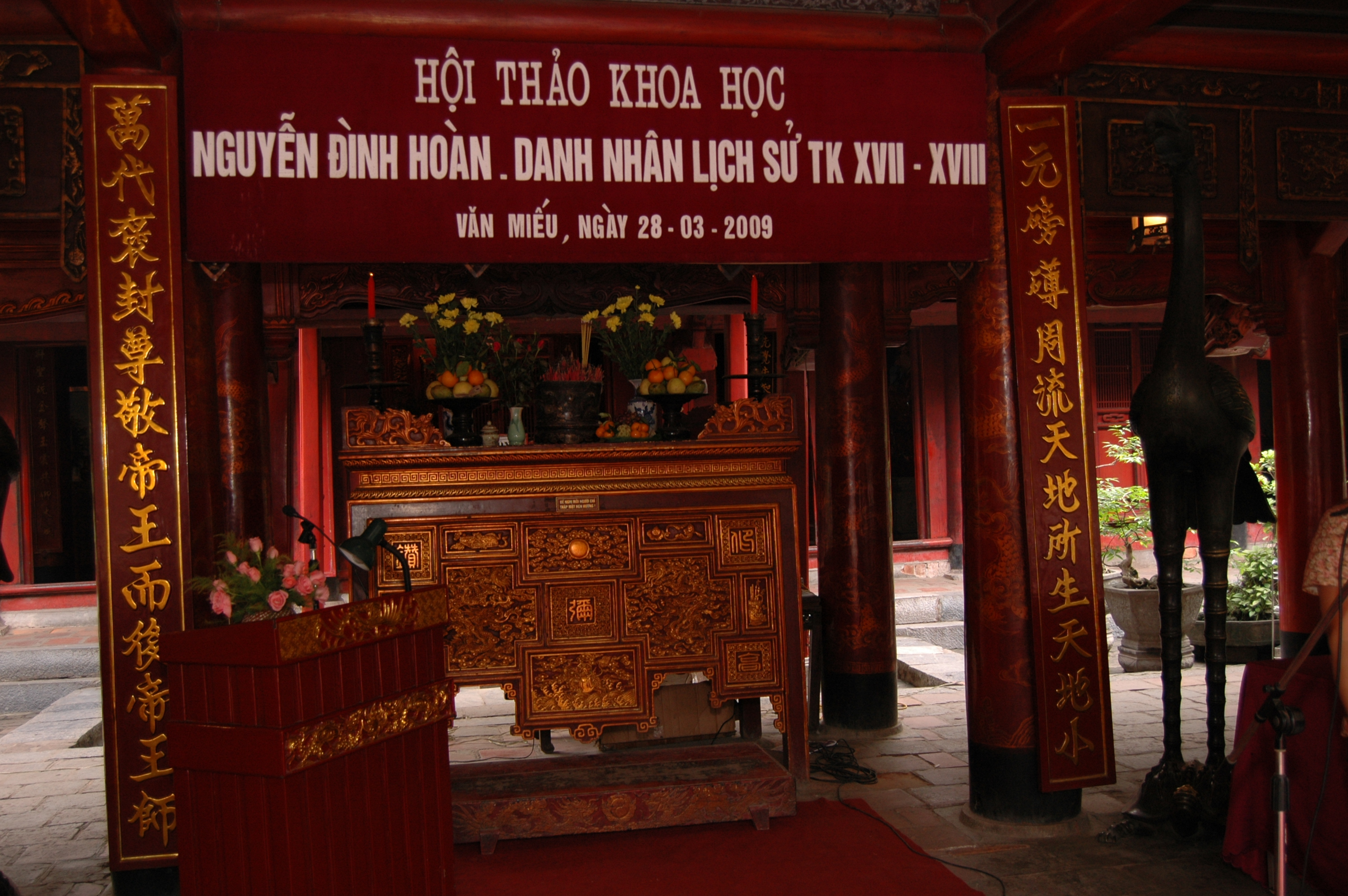
Hội thảo khoa học: Nguyễn Đình Hoàn - Danh nhân lịch sử thế kỷ XVII-XVIII (Bái đường Văn Miếu - Quốc Tử Giám Hà Nội)
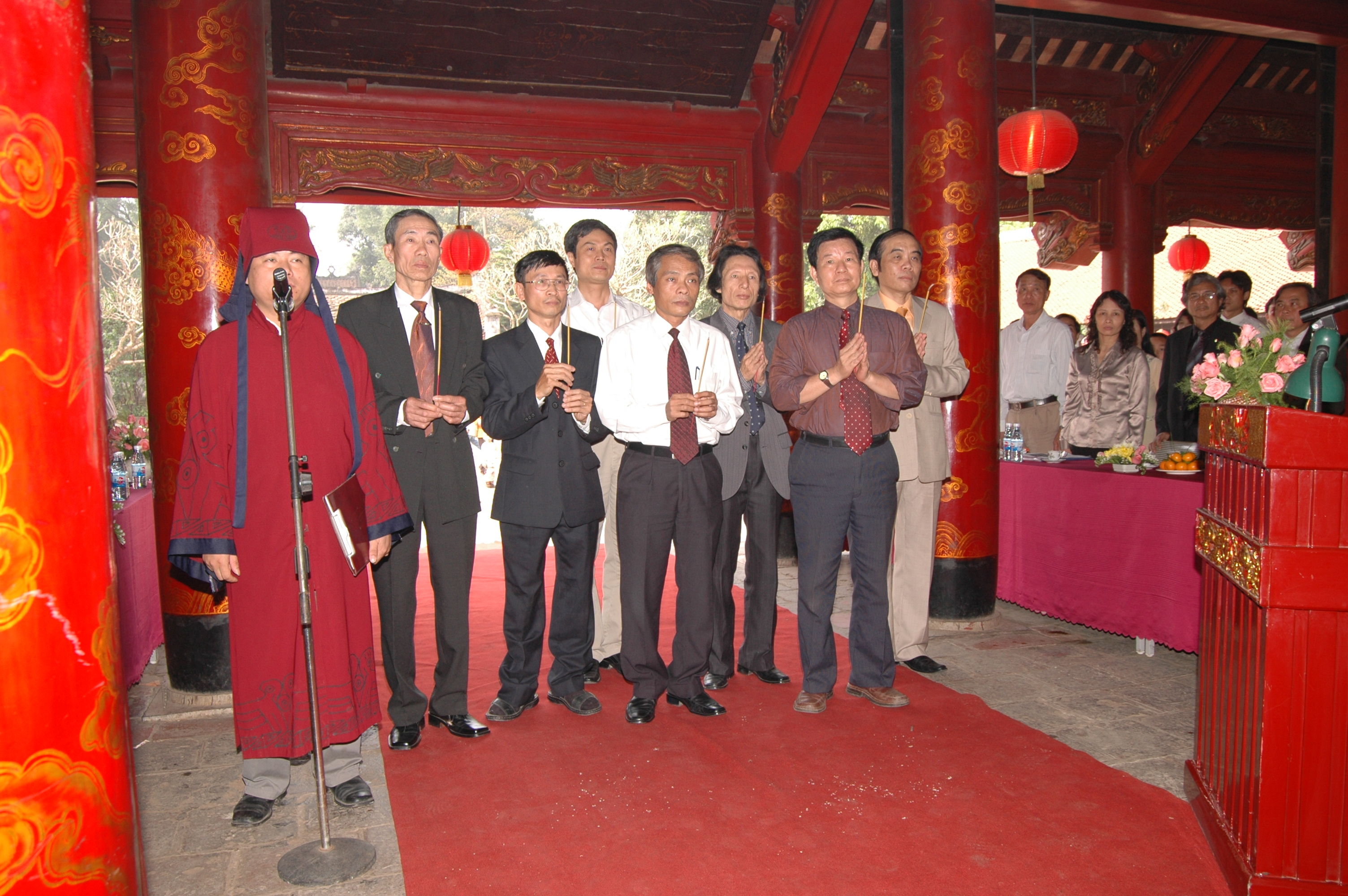
BTC Hội thảo, đại diện chính quyền phường Nghĩa Đô và dòng họ Nguyễn Đình làm Lễ khai mạc hội thảo.